# Muir Highway
Muir Highway, ook wel Muirs Highway of State Route 102, is een weg in de regio's South West en Great Southern van West-Australië. De weg verbindt de Manjimup, gelegen aan de South Western Highway, met Mount Barker, gelegen aan de Albany Highway.

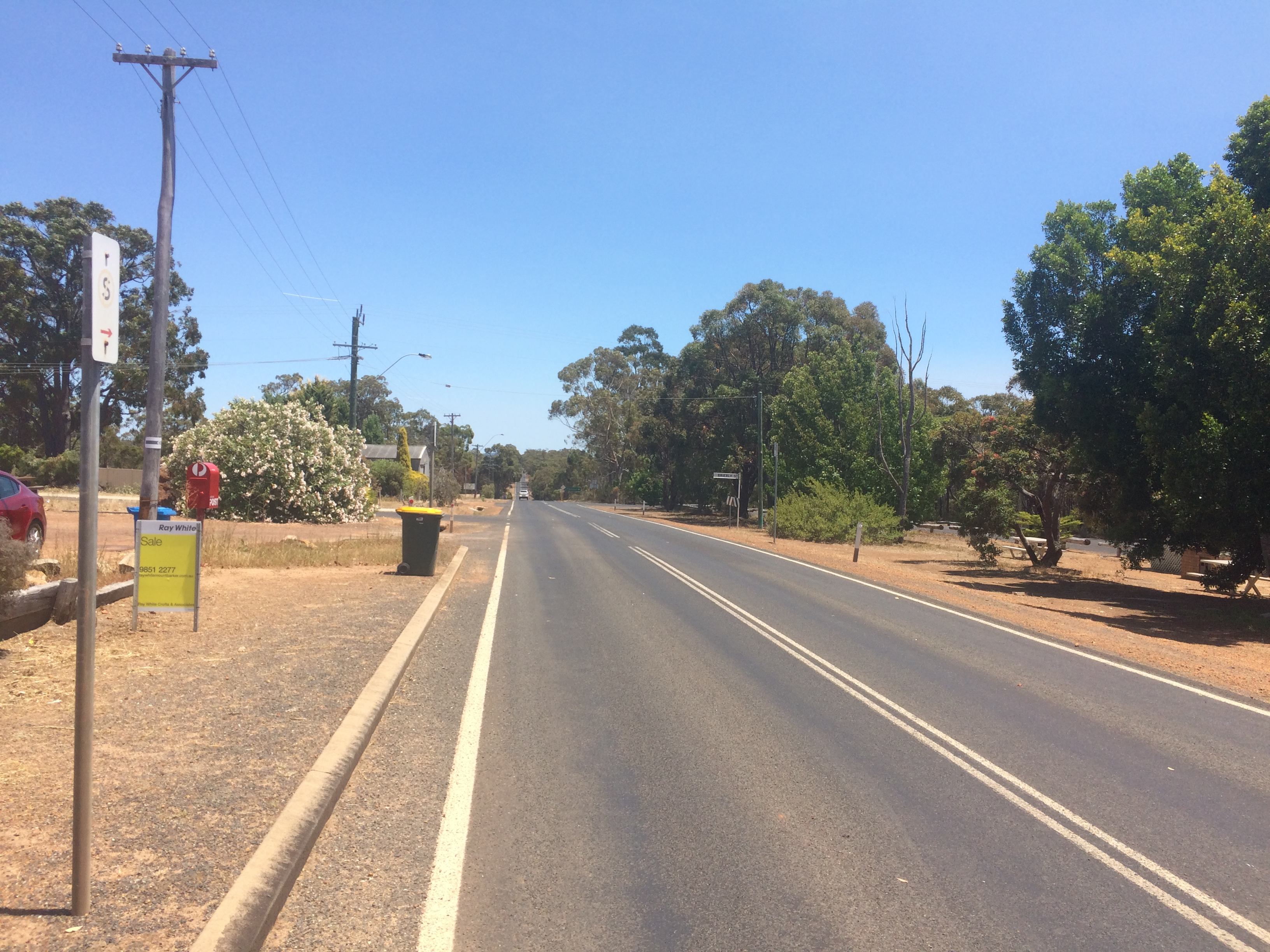
in Rocky Gully

## Etymologie
Muir Highway werd vernoemd naar een enkele leden van de pioniersfamilie Muir die zich in de jaren 1840 in de streek en in de jaren 1850 aan Lake Muir vestigden.

## Beschrijving
Muir Highway is een belangrijke weg voor de vrachtwagens die de bosbouw, wijnbouw en de tuinbouw in de streek bedienen. De weg loopt ongeveer 160 kilometer tussen Manjimup en het zuidoostelijker gelegen Mount Barker, zo de South Western Highway en de Albany Highway verbindend.
Muir Highway loopt ten noorden van Lake Muir. Nabij Rocky Gully wordt de Frankland gekruist en nabij Mount Barker de Moore. De weg bestaat uit een rijbaan met twee rijstroken. Ten zuiden van Muir Highway liggen de nationale parken Lake Muir, Mount Frankland en Mount Lindsay.
De weg loopt door bosrijk gebied  en is daarom in trek bij motorrijders en toeristen. Er liggen een twintigtal rustplaatsen langs de weg waaronder 'Lake Muir Observatory'.
Langs de weg liggen onder meer volgende plaatsen:
- Manjimup
- Dingup
- Nyamup
- Tone River Mill
- Lake Muir
- Strachan & Deeside
- Murtinup
- Rocky Gully
- Perrilup
- Forest Hill
- Mount Barker